# Вікно Овертона
«Вікно́ О́вертона» (також вікно дискурсу) — діапазон ідей та тем, прийнятних для дискусії, з точки зору основної частини населення у певний час. Концепція названа на честь американського юриста і діяча Джозефа Овертона.

## Зміст
Овертон вважав, що віссю політичного дискурсу є більша або менша ступінь свободи, яку він пов'язував зі ступенем регламентації громадських інститутів з боку держави. Згідно з моделлю Овертона, у кожен момент часу певні ідеї складають чинну норму, утворюючи точку відліку, а решта ідей можуть або входити в діапазон припустимих, або ні. Пізніше американський неоконсерватор Джошуа Тревіньйо запропонував для оцінки припустимості ідей таку шкалу:
- Неприйнятне
- Радикальне
- Прийнятне
- Розумне
- Популярне
- Чинна норма

Межами вікна нейтрального політичного дискурсу Тревіно пропонував вважати ідеї, що потрапляють у розряд прийнятних. Висловлювання, що лежать у межах вікна дискурсу, можна вважати політично безпечними, безризиковими для публічного політика, який бажає зберегти імідж передбачуваності й надійності для продовження політичної кар'єри. Підтримку ж ідей за рамками вікна сам Овертон вважав ризикованою і потенційно шкідливою для політичної кар'єри. Зіставлення фактичних висловлювань політиків з декларованими політичними позиціями дозволило Овертону зробити висновок, що поведінка більшості демократично обраних публічних політиків визначена переважно  громадською думкою, лежить всередині вікна дискурсу та слабко залежить від їхніх особистих переконань. Поява і закріплення нових ідей у політиці, відповідно до моделі, відбувається при переміщенні вікна дискурсу, що дозволяє безпечно обговорювати ідеї та рішення, що вважалися до цього занадто радикальними.
Подальший розвиток концепції після смерті Овертона насамперед стосувалося дослідження еволюції рамок вікна під впливом поточних політичних подій і дискурсу засобів масової інформації. Зокрема, Джозеф Леман (англ. Joseph Lehman) президент Макінакського центру публічної політики висловив думку, що найстійкіші зрушення вікна політичного дискурсу є наслідками глибоких соціальних змін. Як приклад слабко обґрунтованого політичного зсуву Леман наводив «сухий закон», відзначаючи, з одного боку, існування соціального запиту на заборону вживання алкоголю, а з іншого боку, недостатню соціальну базу для довготривалої стійкості цієї політики. Також Леман відзначав, що свідома підтримка ідей поза вікном Овертона зазвичай властива або сильним лідерам, дії й висловлювання яких змінюють рамки дискурсу, або політичним аутсайдерам, для яких в умовах заступницької демократії така підтримка буде означати помітну втрату політичного капіталу.
|                                                | Багато хто думає, що політики «рухають» вікно, але це трапляється вкрай рідко. Політики не визначають, що є політично прийнятним. Найчастіше вікно рухається під впливом складнішого та динамічнішого явища, яке важко контролювати «з висоти»: повільної еволюції суспільних цінностей і норм. |
| — Джозеф Леман, президент Макінакського центру | |

## Історія

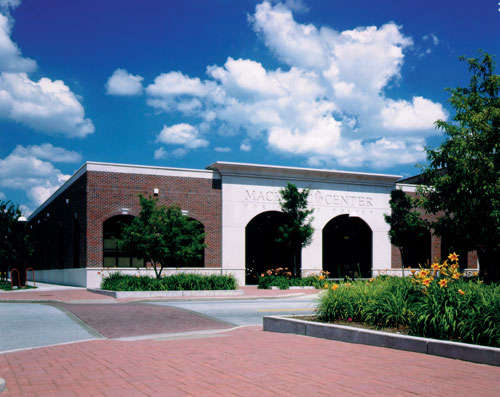
Макінакський центр публічної політики

Концепцію вікна дискурсу запропонував електроінженер Джозеф Овертон у середині 1990-х років під час роботи в Макінакському центрі публічної політики як зручну модель для оцінки суджень за ступенем їхньої придатності для відкритого політичного обговорення. Концепцію активно використовували у внутрішніх семінарах центру, але вперше було оприлюднено аж у 2006 році, через три роки після загибелі Овертона. Співробітники Макінакського центру доклали багато зусиль для її популяризації й розвитку, створивши цикл робіт, присвячених вікну Овертона.
Неоконсервативний публіцист і політик Джошуа Тревіньйо розвинув ідею вікна дискурсу, запропонувавши в 2006 році шестиступінчасту оціночну шкалу для класифікації ідей за ступенем їхньої припустимості у відкритому обговоренні та вказав на шкалі межі вікна дискурсу. Також Тревіно висловив думку, що зміна рамок вікна Овертона може бути використана для свідомого зміщення суспільного консенсусу. Пізніше, концепцію був розвинув і популяризував політичний коментатор Гленн Бек у книжковому трилері Вікно Овертона. Також сам Бек спочатку заявляв, що його роман лише видозмінив ідею Овертона про те, що «політик отримує підтримку залежно від прийнятності його ідей авдиторією» на «теорію змови, де це вікно не визначає припустимість слів політика для його авдиторії, а визначає саму норму через політиків». Після цього, уже перетворена ідея вікна був опублікував Джо Картер у своєму дослідженні,  спонсорованому релігійним центром: «How to Destroy a Culture in 5 Easy Steps». Сама робота зазнала критики, але з огляду на галас довокла неї, ідея про змову стала вкрай популярною серед населення США, а згодом і по всьому світу.

## Вживання терміна
Простота та наочність ідеї створили терміну помітну популярність, при цьому до початкової концепції деякі автори додали ідею про можливість свідомих маніпуляцій рамками вікна дискурсу. Сам автор і популяризатори терміна хоча і допускали можливість маніпуляцій рамками дискурсу, але вважали поширення неправдивої інформації поганою політикою.
Концепція залучалася для пояснення несподіваних явищ у суспільному і політичному житті різних країн світу. Зокрема, робилися спроби пояснити маніпуляцією рамками дискурсу перемогу Дональда Трампа, результат голосування щодо Brexit, раптове зростання популярності лівих політиків Джеремі Корбіна та Берні Сандерса.
У російськомовній публіцистиці та блогосфері термін увійшов у широкий вжиток з початку 2014 року як технологія свідомої маніпуляції громадською думкою з непорядними цілями.

## Критика
Концепція «вікна Овертона» ніколи не була перевірена та критикується дослідниками в галузі соціальних наук. У маскультурі та на консервативних сайтах концепцію «вікна Овертона» роздмухують настільки, що вона оголошується маніпулятивною політичною технологію, здатною примусити суспільство повірити у прийнятність до того неприйнятних речей (наприклад, канібалізму). У ЗМІ використання такої маніпуляції приписується російському уряду, українським неурядовим організаціям, прихильникам легалізації одностатевих шлюбів тощо. Утім, ця концепція не є ані науковою теорією, ані дієвою технологією, оскільки ніхто не перевіряв її дієвість. Навіть теоретично соціум складається з багатьох груп, «вікна можливого» для яких не збігаються.

## У культурі
У виданій 2007 року антиутопії «День Бумеранга» (Boomsday) письменника Кристофера Баклі герої вводять у громадський дискурс ідею «добровільного відходу» у віці 70 років для розвантаження системи соціального забезпечення в Сполучених Штатах.
У 2010 році був опублікований політичний трилер Гленна Бека «Вікно Овертона», у якому йшлося про масштабні маніпуляції американською громадською думкою для виправдання окупації території США, що являло собою власне авторське трактування концепції. Ймовірно, саме ця книжка зробила термін широко вживаним в США.